# Cung điện Zamoyski

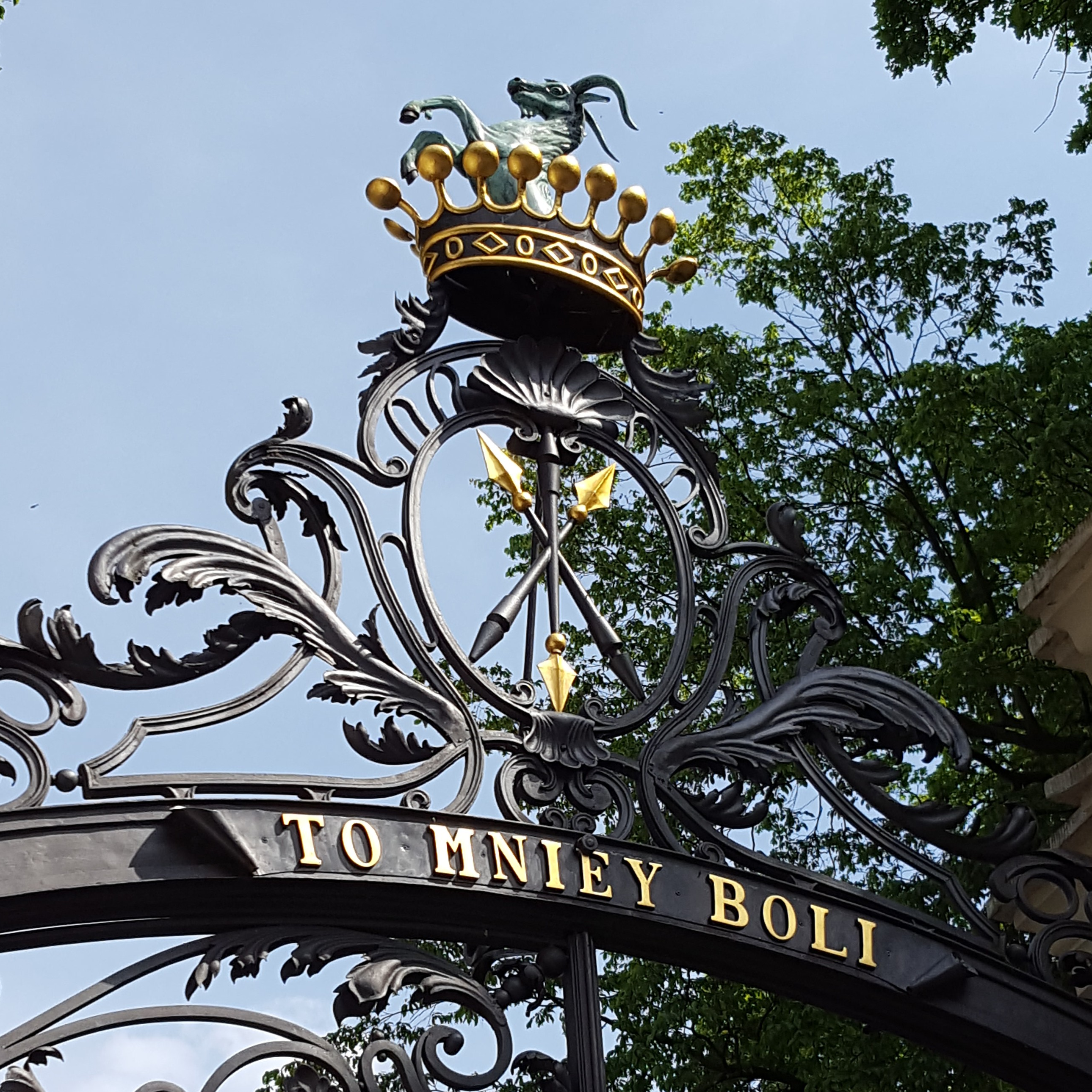
Cổng chính với huy hiệu của gia đình Zamoyski và phương châm "To mniey boli" (nó bớt đau)

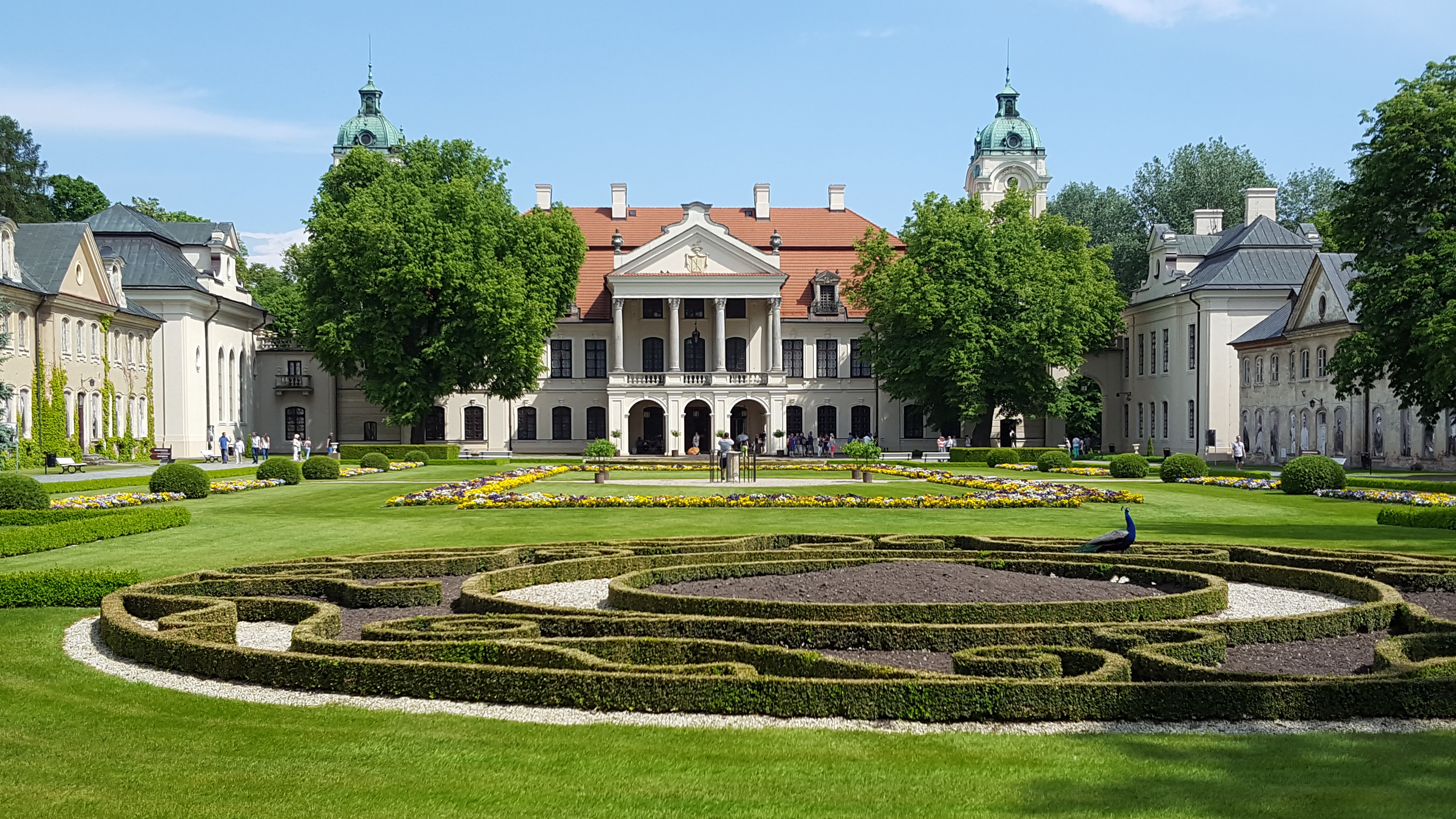
Cung điện Kozłówka - phía trước

Cung điện Zamoyski là một quần thể cung điện rococo và tân cổ điển lớn nằm ở Kozłówka, hạt Lubartów ở Lublin Voivodeship ở miền đông Ba Lan.
Cung điện là một trong những di tích lịch sử quốc gia chính thức của Ba Lan (Pomnik historii), được chỉ định vào ngày 16 tháng 5 năm 2007 và được theo dõi bởi Ủy ban Di sản Quốc gia Ba Lan.

## Lịch sử
Cung điện ban đầu được xây dựng vào nửa đầu thế kỷ 18 cho Michał Bieliński, voivode của Chełmno; kiến trúc sư của nó là Jozef II Fontana. Nó đại diện cho loại dinh thự đặc trưng theo kiến trúc Baroc ở ngoại ô đã được xây dựng entre sem et jardin (giữa sân vào và vườn). Kiến trúc của nó là bản gốc - một sự hợp nhất của nghệ thuật châu Âu với truyền thống xây dựng cũ của Ba Lan. Năm 1799, Cung điện được mua lại bởi gia đình quý tộc Zamoyski. Nó thuộc về gia đình cho đến năm 1944. Cung điện đã trải qua một thời kỳ thịnh vượng trong thời của Bá tước Konstanty Zamoyski, người đã tu sửa cung điện để biến nó thành một trong những nơi cư trú của ông trùm tư bản hoành tráng và tiêu biểu nhất ở Ba Lan.
Năm 1928, Chủ tịch Hiệp hội Thể dục dụng cụ Ba Lan, ông Sokół, Bá tước Adam Michał Zamoyski, đã tổ chức một trại huấn luyện trong vườn của cung điện cho đội thể dục dụng cụ quốc gia Ba Lan để chuẩn bị cho Thế vận hội Mùa hè 1928 tại Amsterdam.
Từ tháng 11 năm 1944, khi những người chủ cuối cùng là Bá tước Aleksander Zamoyski và vợ là Nữ bá tước Jadwiga Zamoyska bị buộc phải chạy trốn khỏi cung điện của họ, nó đã trở thành tài sản của chế độ cộng sản, sự kìm kẹp đó lên Ba Lan chấm dứt vào năm 1989. Nó hiện đang tổ chức bảo tàng gia đình Zamoyski.
Nội thất của cung điện được bảo tồn bất chấp sự tàn phá của chế độ Đức Quốc xã và Liên Xô từ năm 1939-1989. Thiết kế sang trọng ban đầu và chất lượng của hầu hết các tác phẩm nghệ thuật trong bảo tàng từ các bộ sưu tập của gia đình Zamoyski vẫn còn.
Xung quanh cung điện cũng bao gồm một nhà nguyện, khu vườn Baroque kiểu Pháp, chuồng ngựa và nhà để xe ngựa.